# شهرستان السوادیه
ناحیهٔ السوادیه (به عربی: مدیریة السوادیة) یک ناحیه در یمن است که در استان بیضاء واقع شده‌است.
ناحیهٔ السوادیه ۲۶٬۷۶۳ نفر جمعیت دارد.